# Felipe Ehrenberg
Felipe Ehrenberg (Tlacopac, Ciudad de México, 1943-Ahuatepec, Morelos, 15 de mayo de 2017) fue un artista, editor, ensayista, profesor y activista mexicano.
Su trayectoria, de más de cincuenta años, abarca dibujo y pintura, así como arte conceptual durante la década de 1970, performance, el mail art y la mimeografía y técnica neográfica, en la que también fue pionero. Su polifacética personalidad hace difícil una clasificación clásica de su trabajo artístico, y desde los años setenta el escritor Fernando del Paso, amigo suyo, lo definió como un neólogo, palabra que subraya la experimentación y renovación características en su trabajo. Ehrenberg se consideraba a sí mismo artista, cronista, profesor, político, diplomático, editor, actor, organizador y viajante incansable.
Murió el 15 de mayo del 2017, a consecuencia de un infarto en Ahuatepec, Morelos.

## Biografía
Nació en Tlacopac, barrio de la Ciudad de México, en 1943. Reconocido a nivel internacional por su labor pionera en la investigación de medios visuales no ortodoxos, como arte correo (mail art), media art, performance e instalaciones, es también fundamental su trabajo precursor en ediciones de artistas y libros de artista.[cita requerida]
Inició su formación como editor, y continuó después su aprendizaje como artista visual y artista gráfico con diferentes maestros, entre los que destacan el muralista José Chávez Morado, el pintor y escultor Feliciano Béjar y el artista Mathias Goeritz.[cita requerida]

### Exposiciones
Su primera exposición la realizó ya tempranamente en 1960, en la colectiva organizada en la Galería de la Paz, en la Ciudad de México, para después exponer en otras muestras en la misma ciudad y en Acapulco entre 1963 y 1964. Sus primeras exposiciones individuales, La Montaña y Dibujos y Epoxis, se montaron en 1965 en la Galería del Centro de Arte y Artesanía y en Galería 1577, respectivamente, ambas en la Ciudad de México. En el 2015, tuvo lugar su primera exposición individual en España, presentada en la Galería Freijo, en Madrid, titulada FELIPE EHRENBERG 67 // 15, y comisariada por Marta Ramos-Yzquierdo.

### Editor
Entre 1964 y 1967, fue editor de la sección de artes del México City Times, periódico publicado en inglés, donde también escribió con el pseudónimo “Montenegro”. En los últimos años de esa década, su trabajo apareció frecuentemente tanto en individuales como colectivas, y comenzó a ganar cierta notoriedad internacional, con sus muestras en Texas y en Nueva Jersey, así como en Argentina. En 1968, representó a México en el Salón Codex de Pintura Latinoamericana de Buenos Aires, donde lo galardonaron con el Premio Femirama de pintura.[cita requerida]

### 1968
1968, año crucial en los movimientos políticos en todo el mundo, fue también fundamental en la historia de México: una semana antes de la inauguración de los Juegos Olímpicos en la Ciudad de México, el ejército aplacó una manifestación del movimiento estudiantil con gran violencia, y mató a una centena de participantes. Impresionado por la situación y enfrentado el peligro de prisión, Ehrenberg decidió exiliarse junto a su familia en Inglaterra. Allí, junto a David Mayor y a Martha Hellion, fundó Beau Geste Press / Libro Acción Libre, un colectivo de artistas dedicado a presentar el trabajo de importantes poetas visuales, artistas conceptuales, neodadaístas y artistas experimentales, muchos de ellos conectados con el movimiento Fluxus. En esos años, participó también en la fundación del grupo Poligonal Workshop, y se le otorgó el Perpetua Prize, por el diseño e ilustración de Opal Nation's The Man Who Entered Pictures, 1974, editado por la Southwestern Arts Association / British Arts Council.[cita requerida]

### Colectivos
Ehrenberg regresó a México a principios de 1974, y se mudó a Xico, pequeña ciudad del estado de Veracruz. Como parte de su vocación colectiva, se unió a Víctor Muñoz, a Carlos Finck y a José Antonio Hernández Amezcua, para fundar el Grupo Proceso Pentágono, momento seminal de lo que después sería conocido como el Movimiento de los grupos.[cita requerida]

### Docencia
Además de continuar con el desarrollo de su carrera artística, Ehrenberg también inició su actividad como docente, impartiendo cursos de instalación, activismo cultural y administración para el artista en la Universidad Veracruzana.[cita requerida]

### Beca Guggenheim
En 1975, recibió la beca Guggenheim con su investigación sobre la dualidad de la cultura latinoamericana, concentrándose en “actitudes esquizofrénicas y manifestaciones cismáticas en las artes visuales como resultado del bilingüismo”.[cita requerida]

### H2O
En 1979, fundó H2O (Haltos 2 Ornos) Talleres de Comunicación, colectivo constituido por 25 instructores de arte que repensaron los modelos de edición independiente y la realización de talleres de muralismo. Durante 10 años, H2O dirigió la creación de más de 500 pequeñas comunidades y grupos de comunicación, y la pintura de cerca de 1.100 murales colectivos en todo el país.[cita requerida]

Cosechó grandes aplau..., tinta sobre papel, Felipe Ehrenberg, 1982.

### Participación política
Su interés en los aspectos socioculturales del arte y la participación comunitaria lo elevaron a figura pública en la década de los ochenta. Al mismo tiempo que continuó exponiendo su trabajo, tanto en muestras individuales como grupales, se presentó sin éxito como candidato a las elecciones municipales y federales en 1982, postulado por el PSUM (Partido Socialista Unificado de México).[cita requerida]

### Terremoto de 1985, Tepito y San Jacinto
Tres años después, a raíz del terremoto de 1985, se involucró en la protección y reconstrucción del legendario barrio de Tepito contra la especulación inmobiliaria. Cuando, un año después, otro terremoto destruyó el barrio de San Jacinto de la ciudad de El Salvador, Ehrenberg coordinó el programa de reconstrucción Barrio a Barrio, que implementó en aquella ciudad para fomentar la autoayuda basada en la experiencias de los damnificados Tepito. Por sus esfuerzos y en representación de ambos barrios, se le concedió la medalla Roque Dalton del Consejo de Cooperación con la Cultura y la Ciencia, en El Salvador (Concises), en 1987.[cita requerida]
En 1984, viajó como profesor invitado a la Escuela de Arte del Art Institute de Chicago, donde ofreció el seminario Art and Politics, así como otros cursos en historia del arte. Volvió en 1988 para impartir nuevamente el seminario, donde añadió uno nuevo, Making Things Visible: The Artist As Activist.[cita requerida]

### La muerte como tema
Desde la mitad de los años 70, uno de los temas más importantes en su producción fue la muerte, tal y como se manifiesta en México, donde las tradiciones de los pueblos originales se sincretizan con el cristianismo impuesto por los invasores ibéricos. Desde entonces, Ehrenberg celebraba el Día de los Muertos, ya sea en forma de dibujos y pinturas o bien como instalaciones/ofrendas no tradicionales. En un modo similar, investigó frecuentemente otros aspectos de los cruces culturales en su trabajo.[cita requerida]

### Codex Aeroscriptus Ehrenbergensise instalaciones sobre México-Estados Unidos
En otoño de 1990, invitado como artista residente en Nexus Press, Atlanta, publicó el Codex Aeroscriptus Ehrenbergensis, antología de su acervo iconográfico de plantillas, y en octubre de ese mismo año creó la gran instalación exterior Light Up Our Border – I, comisionada por la Archer Huntington Gallery de la Universidad de Texas, Austin. Un mes después, realizó Light Up Our Border – II, en el Bridge Center For Contemporary Art, en El Paso, Texas. Estos dos trabajos, junto con Curtain Call, forman parte de la instalación presentada en In-SITE 94 (San Diego/Tijuana), por medio de las cuales lidió con las profundas aunque precarias relaciones entre México y los Estados Unidos.[cita requerida]

### Pretérito imperfecto
En 1992 presentó Pretérito imperfecto, una ambiciosa muestra que incluye toda una variedad de géneros, en el Museo Carrillo Gil de la Ciudad de México. La muestra hizo alusión al V Centenario del Descubrimiento de América, y el encuentro de tres continentes: América, Europa y África. Desde la década de los noventa hasta su fallecimiento, continuó activo como artista y como ensayista especializado en teoría y cultura contemporánea.[cita requerida]

### Agregado cultural de México en Brasil
Entre 2001 y 2006 fue agregado cultural de México en Brasil. En el 2008, se inauguró Manchuria–visión periférica, una primera retrospectiva de su obra que se presentó en el Museo de Arte Moderno de la Ciudad de México, y posteriormente viajó al MOLAA (Los Ángeles, mayo de 2010) y a la Pinacoteca do Estado de São Paulo (septiembre de 2010), curada por el artista Fernando Llanos.[cita requerida]

### Fallecimiento
En el 2014, se mudó definitivamente a México. Murió en Ahuatepec el 15 de mayo del 2017.[cita requerida]

## Obra
- Maneje con precaución

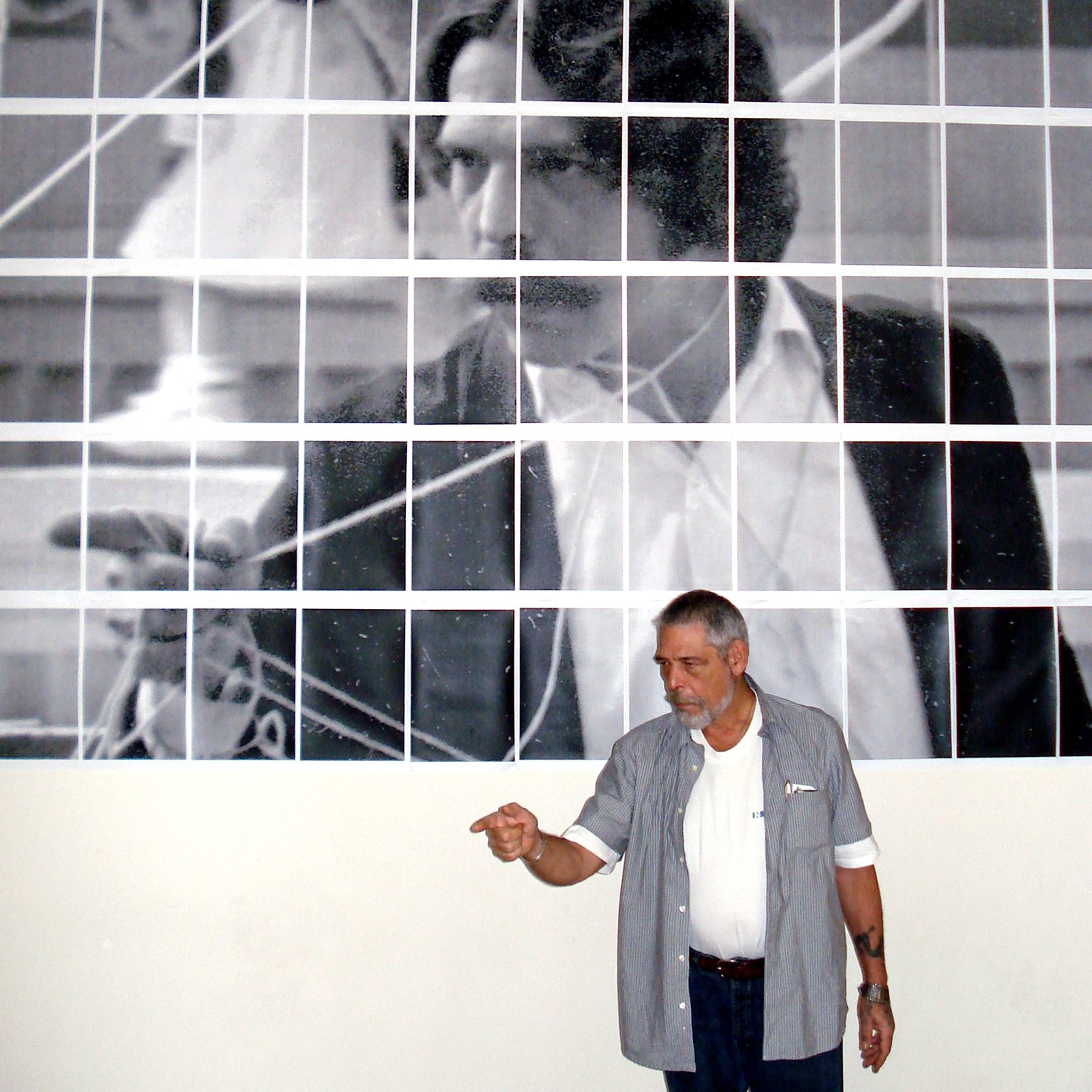
Felipe Ehrenberg - 2

Este es un ejemplo de poesía sonora. Se trata de una grabación de 1973 realizada durante un trayecto en coche, en el que, a la par de la lectura realizada de los carteles y anuncios callejeros por el sujeto poético y alternada con fragmentos descriptivos y hasta sentenciosos del paisaje urbano, se escucha el ruido de fondo producido por el transitar a lo largo de la calle. 